# Nukunonu Village
Nukunonu Village, ook Nukunonu of Fale, is de belangrijkste nederzetting van het Tokelause atol Nukunonu. Het dorp ligt op het gelijknamige hoofdeiland, dat met een brug verbonden is met het enige andere bewoonde eiland van het atol, Motuhaga. 
In het dorp bevinden zich de enige twee hotels van Tokelau, het Falefa Resort en het Luana Liki Hotel. Er is een grote rooms-katholieke kerk.

## Vervoer
Aangezien er in het atol Nukunonu geen luchthaven is (dat geldt overigens voor Tokelau in het geheel), is het dorp enkel per boot te bereiken. 

Atafu: Atafu

Fakaofo: Fakaofo · Fale

Nukunonu: Motuhaga · Nukunonu Village